# Joseph-Marc Mossé
Joseph-Marc Mossé, devenu Jean-Marie Mossé né en 1780 à Carpentras, mort le 21 février 1825 à Paris, est un poète et écrivain français, d'origine juive, enlevé dans son jeune âge par le clergé catholique et baptisé de force.  

## Biographie
Joseph-Marc Mossé est né à Carpentras en 1780. Son père, Jacob Joseph Mossé ou Moses, né en 1755 et sa mère Sipora Naquet, née en 1751, font partie de la communauté juive de Carpentras.
Enfant précoce, à six ans, il écrit des vers et à sept ans, il connait par cœur les plus belles scènes d'Athalie de Racine, et a versifié des passages des Aventures de Télémaque de Fénelon. En 1787, il est enlevé à sa famille par le clergé catholique, baptisé et cloitré dans un monastère où pendant cinq ans, sa famille et ses proches, malgré des efforts considérables, n'arrivent pas à l'en extraire. La hiérarchie catholique et la papauté ont en permanence répondu par leur : Non possumus (Nous ne pouvons pas). 
En 1792, pendant la Révolution française, il est rendu à sa famille, mais « son goût était déjà dépravé, ses mœurs corrompues, adepte de la paresse et de la volupté Les religieuses l'avaient transformé en un petit abbé galant ». Selon le rabbin italien Flaminio Ephraïm Servi (1841-1904), dans son livre Gli Israeliti d'Europa nella civiltà : memorie storiche, biografiche, e statistiche dal 1789 al 1870 (Les Israélites d'Europe dans la civilisation : mémoires historiques, biographiques et statistiques de 1789 à 1870) publié en 1871: 
« Joseph-Marc Mosse était le genre de personne que l'on rencontre rarement dans le judaïsme; beaucoup de défauts ont perverti cette âme poétique, dont la cause principale est l'éducation reçue au couvent. Et la première éducation est celle qui laisse la trace la plus profonde dans le cœur de l'homme. »
Mossé occupe tout d'abord un poste d'employé de bureau à la préfecture de l'Aude à Carcassonne avant de s'installer à Paris après la Révolution où il mène une vie de débauche, de courtisan, fréquentant la société des grands qui le recherche et l'admire. Dès 1808, il écrit des poèmes et des essais, qui donnent un bon aperçu de la vie mondaine de l'époque. À partir de 1812, il s'autoédite sans être titulaire d'un brevet de libraire normalement obligatoire. Il vend ses ouvrages lui-même en joignant dit-on à ce commerce le trafic de meubles.
Arriviste, Mossé est un flatteur, un courtisan, qui s'adapte à l'air du temps. Pendant la période napoléonienne, il écrit des odes à l'empereur, vantant ses victoires et célébrant son mariage ou la naissance du roi de Rome. Mais à la Restauration, il attaque la mémoire de Napoléon et encense celle de Louis XVI,  décrivant son règne comme la période peut-être la plus grande connue au cours des siècles. 
Ayant contracté une terrible maladie au couvent (on suppose que c'est la syphilis), et usé jusqu'à la corde par son immoralité, il se suicide à Paris par asphyxie le 21 février 1825 en compagnie de sa femme, une anglaise qu'il avait épousée quelques années auparavant.

## Son œuvre
Joseph-Marc Mossé a publié de nombreux essais sur les mœurs de la société qu'il fréquente.  Ses œuvres ont été éditées sous son nom, ou sous ses noms de plume Le Joyeux de St Acre ou L'Ami. 
Le critique littéraire Joseph-Marie Quérard dans son dictionnaire bibliographique La France littéraire ou Dictionnaire bibliographique des savants, historiens et gens de lettres de la France, ainsi que des littérateurs étrangers qui ont écrit en français, plus particulièrement pendant les XVIIIe et XIXe siècles (1827-1839), le décrit comme un «  très médiocre écrivain ».

### Essais
- Chronique de Paris, ou Le spectateur moderne contenant un tableau des mœurs, usages et ridicules du jour par Mr. M., ex-collaborateur du Mercure de France[5] 1812
- Examen critique de L'Essai sur l'indifférence en matière de religion de M. L'abbé de La Mennais[6]; 1820; publié sous le pseudonyme de Le Joyeux de St Acre. Ce livre est une violente critique de Lamennais, une prise de position en faveur des philosophes des Lumières et une défense des Juifs contre les attaques virulentes de Lamennais.
- Les travers des salons et des lieux publics : caractères, portraits, anecdotes, faits bizarres, où l'on reconnaitra d'innombrables originaux[7]; 1822; publié sous le pseudonyme de Le Joyeux de St Acre.
- L'Art de conserver et d'augmenter la beauté, de corriger et déguiser les imperfections de la nature; 1823; publié sous le pseudonyme de L'Ami couvrant entre autres les thèmes suivants:

« Il est traité: de la maigreur, des moyens d'engraisser; de l'excès d'embonpoint, des moyens de le prévenir, de le faire passer, ainsi que l'excessive grosseur du ventre, des hanches, de la taille …Des moyens de blanchir les bras rouges ou marbrés, …De tout ce qui tient aux cheveux, des moyens d'en faire venir, de les conserver, d'arrêter leur chute, de les rendre d'une nuance soyeuse…Des moyens de faire passer les rougeurs, les points noirs…Des soins que l'oreille réclame…Des moyens de dilater les lèvres trop petites; d'astreindre les lèvres trop développées…raffermir les dents ébranlées, s'opposer à leur déchaussement;…Des moyens de purifier, rafraichir, fortifier, conserver et astreindre les lieux secrets; de faire passer l'impuissance, et de préserver les deux sexes des maladies redoutables de ces lieux…. »
- L'art de gagner sa vie, d'augmenter ses revenus, et de parvenir à la fortune: Ou des ressources que tout homme possède pour se faire un état, à quelque âge et dans quelque situation qu'il se trouve[9]; 1823
- L'Art de se faire aimer des femmes, et de se conduire dans le monde, ou Conseils aux hommes[10]; 1830; publié sous le pseudonyme de L'Ami

### Poèmes
- Quelques mots sur le beau sexe et ses détracteurs, suivi des Prémices poétiques; 1807 [11]. M. Murville publie peu de temps après une critique virulente de ces poèmes:

« La poésie est un art de luxe: c'est pour cela qu'il faut y exceller, ou ne pas s'en mêler; il ne faut point le dissimuler à M. Mossé: il n'y apporte pas la moindre disposition. Il était donc de notre devoir de l'en avertir. »
- La Caninéide ou Turc et Miton défini comme: poème épi-philosophi-tragi-satyri-héroï-comique en quatre chants, orné de tout son spectacle , 1808; éditeur: J Caniséis; Paris
- Ode sur la guerre présente; éditeur: Imprimerie de Ballard; 1809
- Ode aux réfugiés d'Espagne; Ode sur la guerre d'Autriche; Chant guerrier aux Français; Ode sur le mariage de l'empereur Napoléon 1810
- Le Délire poétique, ode;   L'Abandon généreux, élégie;   Le Printemps, idylle; 1810
- La France consolée, ode sur la naissance du roi de Rome; 1811
- Eucharis ou les sensations d'amour[13] 1825: roman sentimental

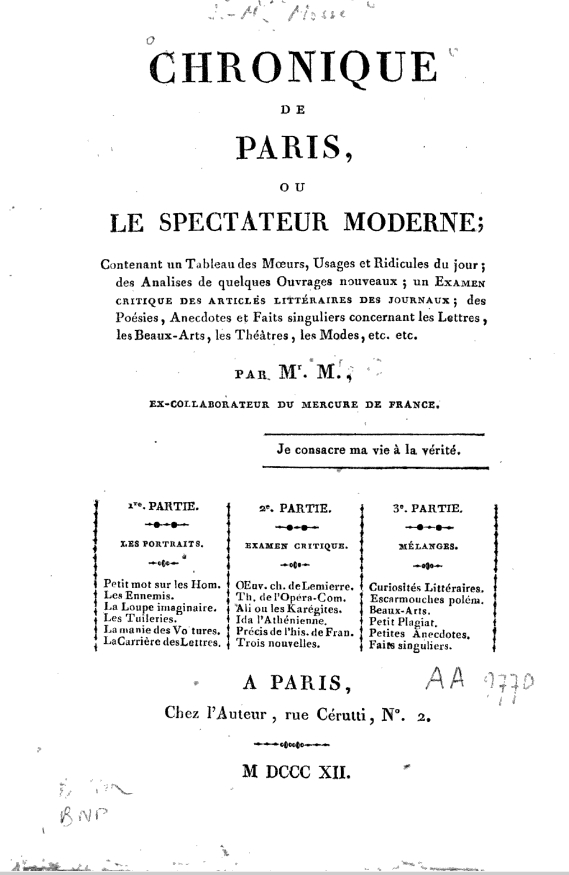
Couverture de Chronique de Paris
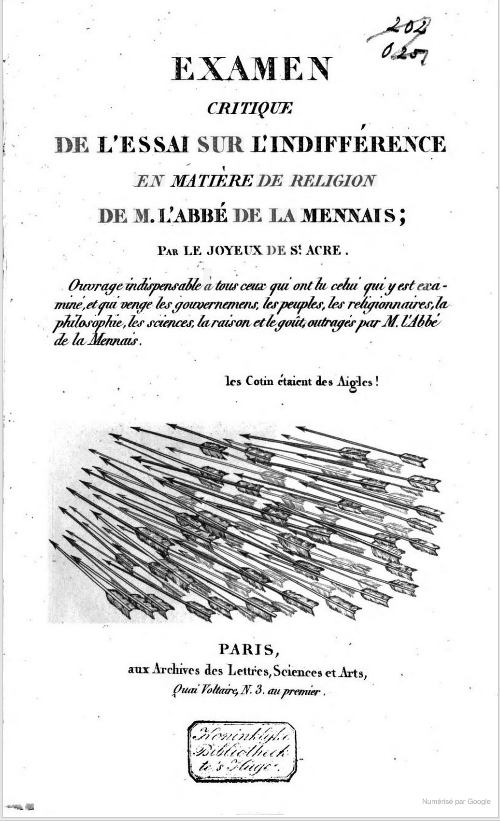
Couverture de l'essai sur Lamennais
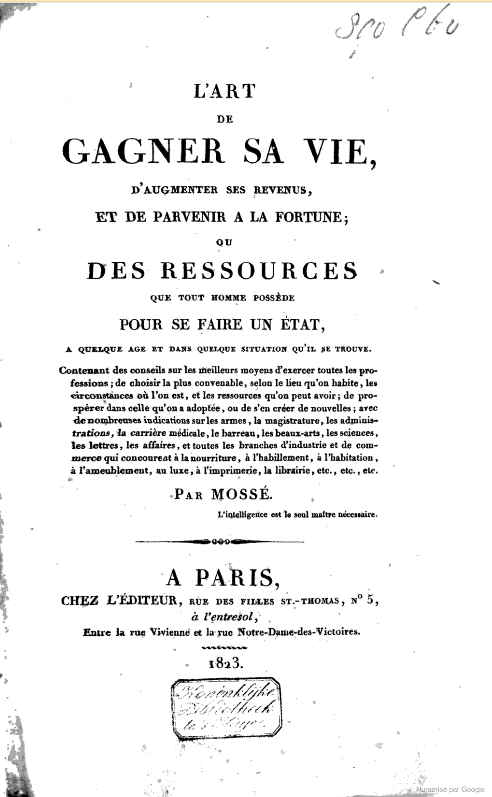
Couverture de L'Art de gagner sa vie
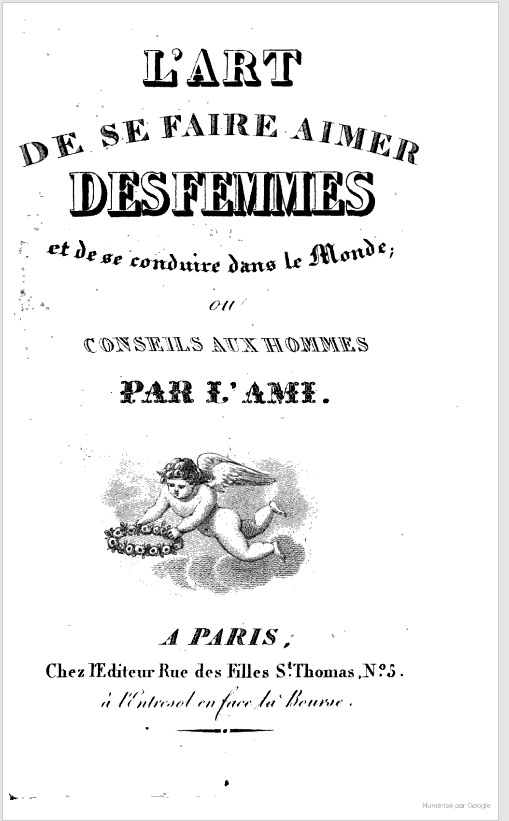
Couverture de L'art de se faire aimer des femmes
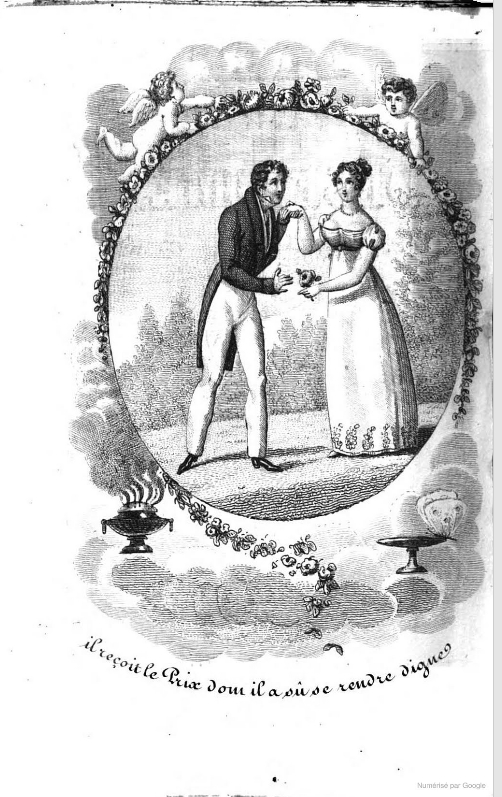
Gravure dans L'art de se faire aimer des femmes
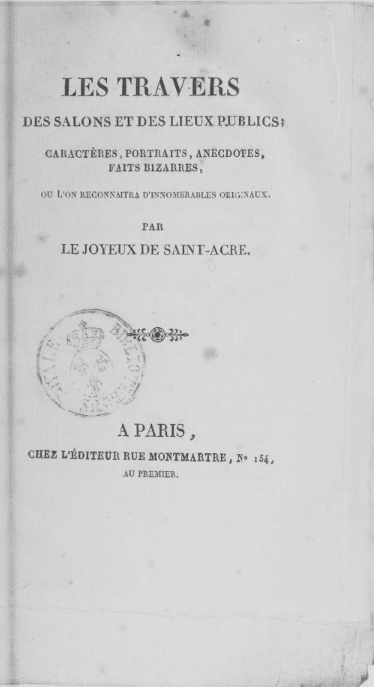
Couverture de Les travers des salons